# Вибропресс

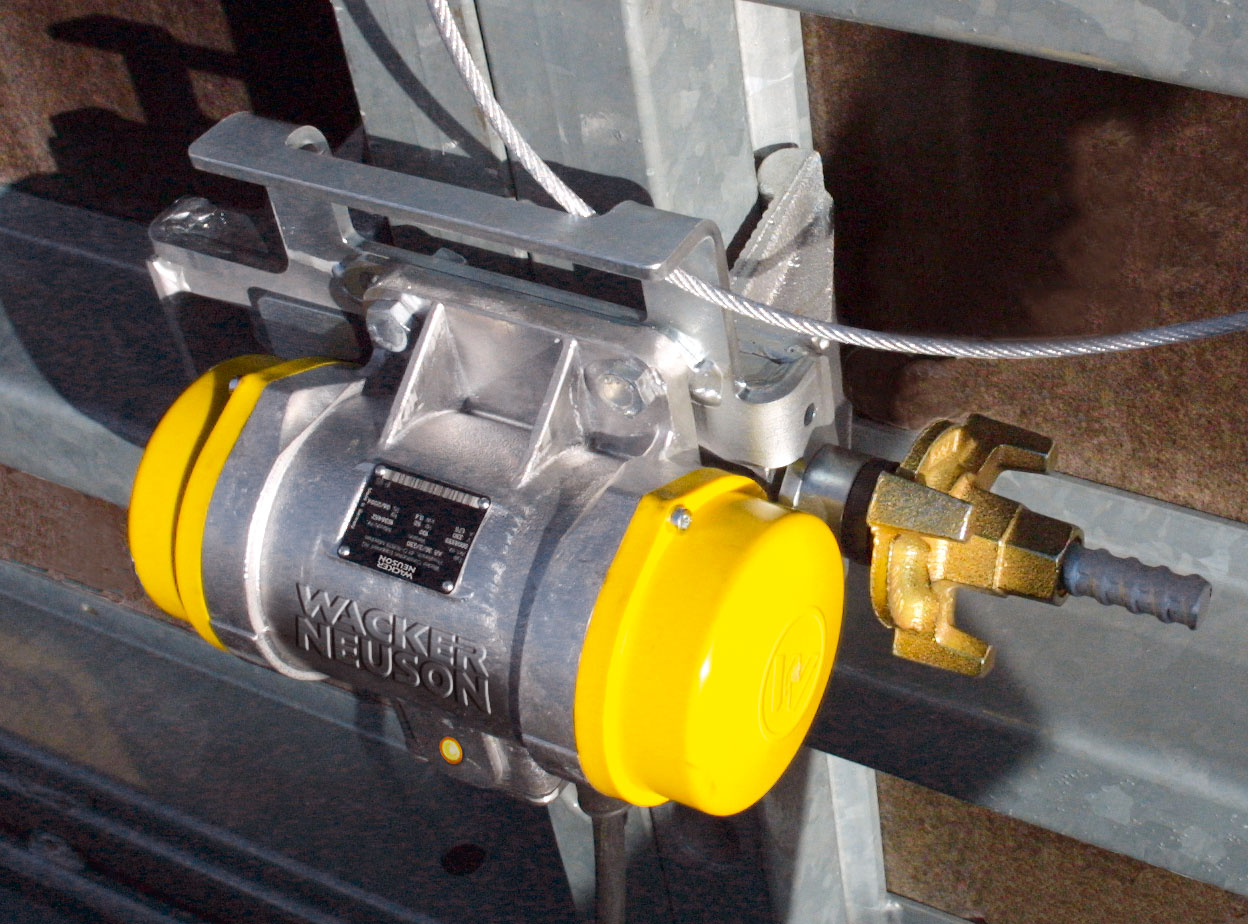
Вибратор.

Вибропресс — вибрационный пресс, агрегат, сочетающий функции прессования и функции вибрации, достигаемой путём нелинейного изменения давления на рабочем органе. Используются при уплотнении бетона, в процессах штамповки.
Для создания вибрации используются гидравлические и инерционные вибраторы.

## Принцип работы
Общий принцип работы вибропресса делится на два этапа: это подготовка смеси, и формовка смеси. Первый этап основан на перемешивании подобранных компонентов. Это очень важный этап, так как именно тут мы определяем будущие физические свойства производимого изделия, тут мы определяем состав, и влияем на себестоимость продукции. Процесс может быть максимально механизирован или автоматизирован. Этого можно добиться внедрением в производственную схему например с системой дозацией компонентов смеси. Сам процесс перемешивания компонентов проходит в смесителе, принудительного типа и оснащен бронёй, для защиты от трения.
Второй этап, этап формовки происходит на виброблоке (или вибростоле, зависит от конструкции вибропресса), форму будущему блоку придаёт матрица (геометрия по бокам), пуансон (геометрия сверху, и давление на смесь), поддон (нижняя, плоская часть изделия). Смесь загруженная в матрицу, подвергается действию вибрации и давления пригруза. Смесь под таким воздействием, равномерно распределяется по форме, изделия получаются однородные по составу, и с геометрией соответствующей заданной.